# Pałac „Pod Globusem”
Pałac „Pod Globusem” – pałac w Szczecinie, mieszczący się przy pl. Orła Białego.

## Historia

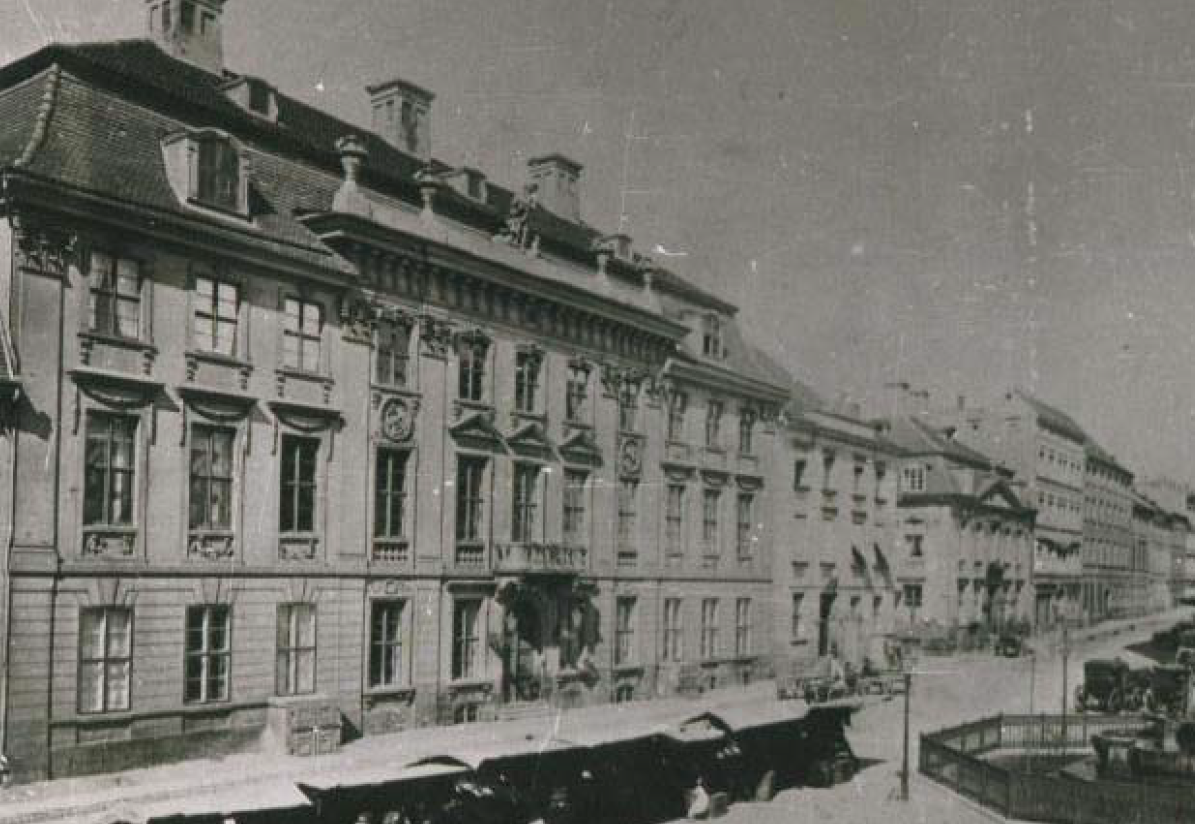
Pałac Grumbkowa w 1869.

Pałac jest dawnym gmachem Towarzystwa Ubezpieczeniowego „National”, siedzibą Zespołu Szkół Medycznych, a obecnie siedzibą Akademii Sztuki w Szczecinie. Pierwotna, barokowa rezydencja, zwana Pałacem Grumbkowa powstała w latach 1724–1725. Projektantem był Piotr de Montarque – urodzony w Langwedocji Francuz. Przy budowie współpracował Filip Gerlach, szef służb budowlanych Prus, projektant kościołów w Berlinie i Poczdamie. Dekorację rzeźbiarską wykonał nadworny artysta królewski Johann Georg Glume. Pałac ten był budowlą barokową o reprezentacyjnej fasadzie z osiowo usytuowanym ryzalitem podzielonym pilastrami. Około 1800 r. był przebudowany w formach empirowych (bogaty detal).

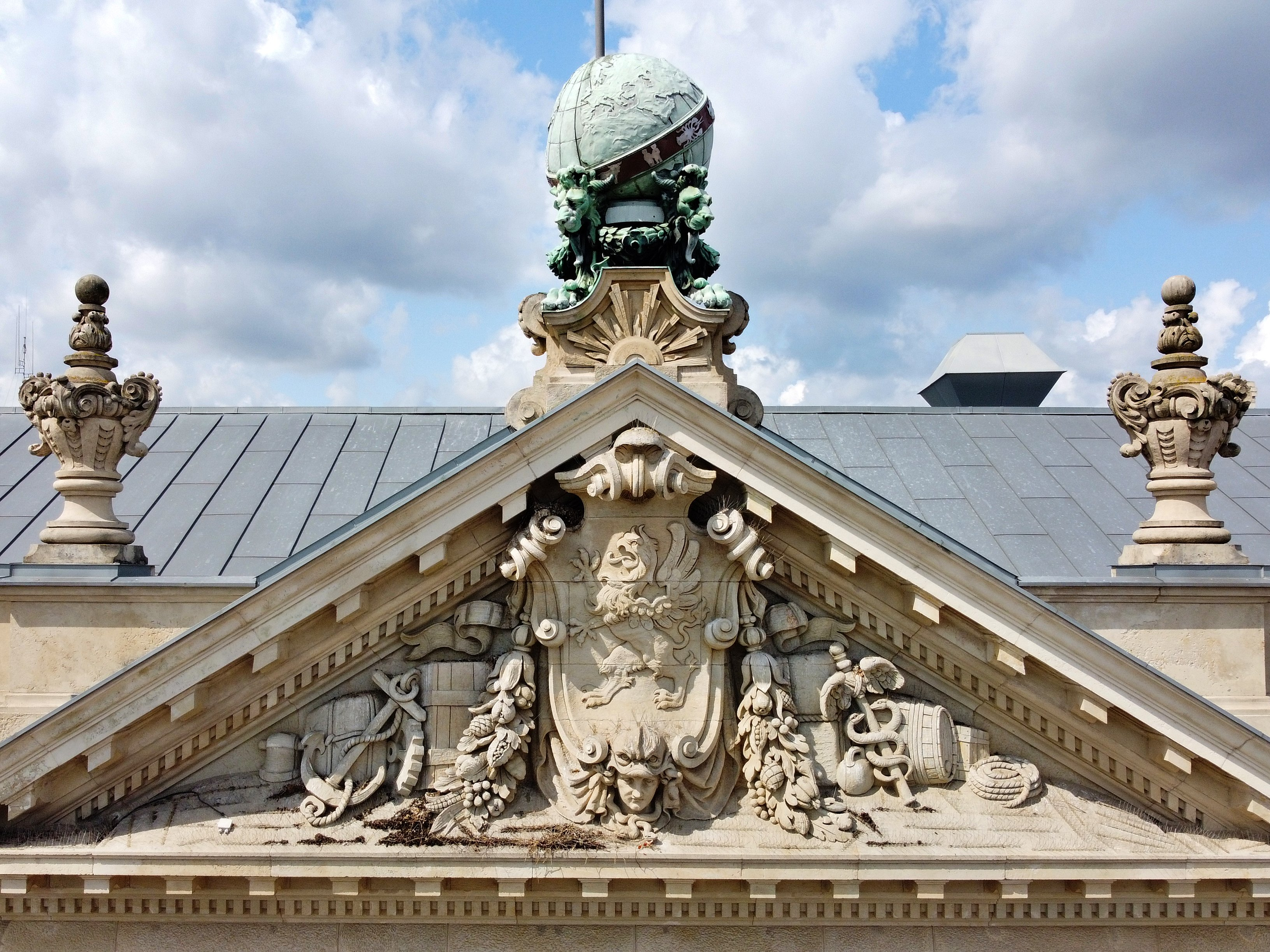
Globus i tympanon wieńczący budynek

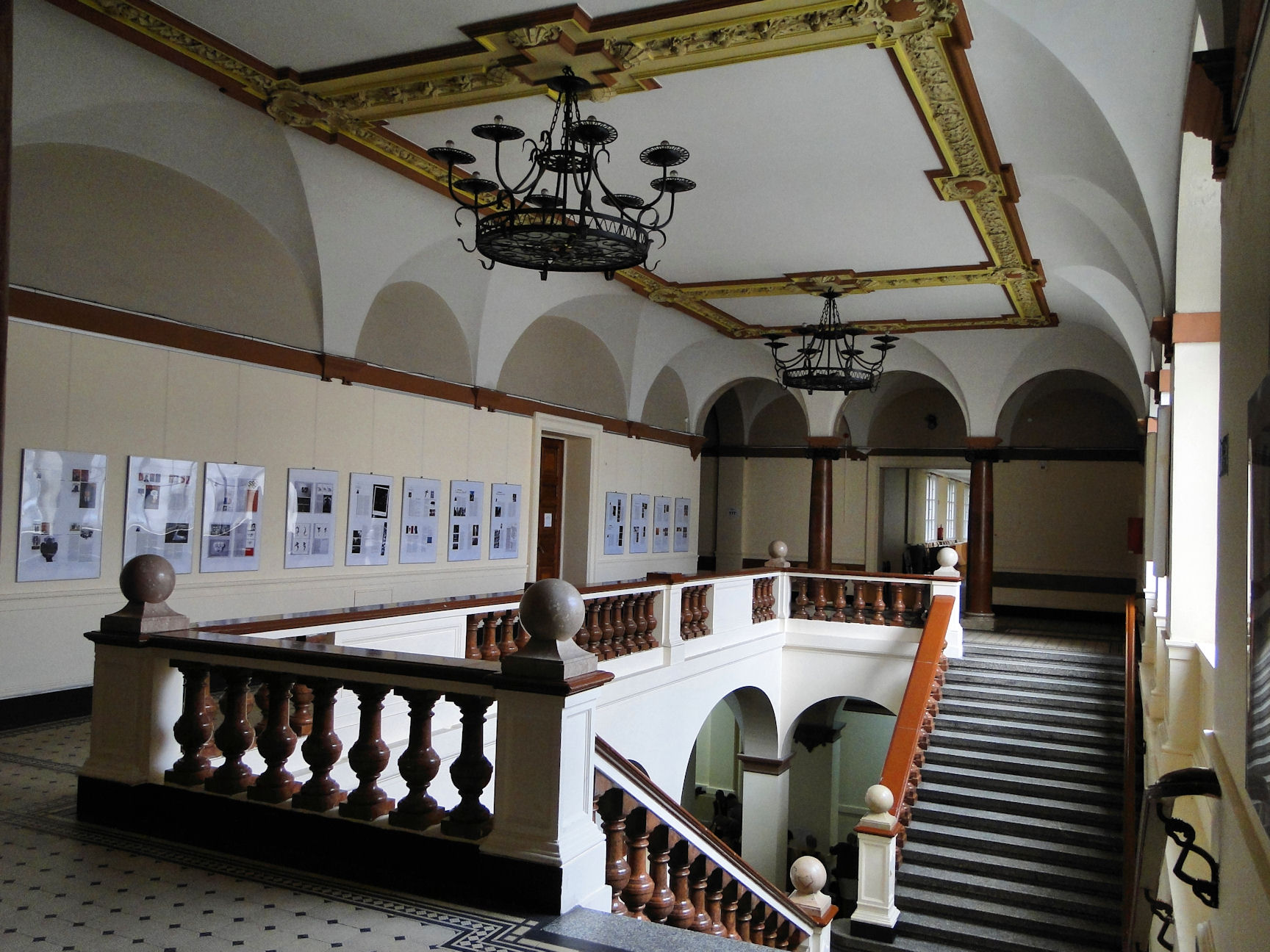
Główna klatka schodowa pałacu

Pałac był siedzibą Naczelnego Prezydenta Prowincji Pomorskiej Filipa Ottona von Grumbkowa. W 1759 roku w pałacu tym urodziła się księżniczka Zofia Dorota Wirtemberska (późniejsza caryca Maria Fiodorowna, żona cara Pawła I). W roku 1782 pałac zakupił szczeciński kupiec Fryderyk Wietzlow. Budynek należał do jego spadkobierców do roku 1890, kiedy pałac zakupiło Towarzystwo Ubezpieczeniowe  „National” (Allgemeine Versicherungs – Aktien Gesellschaft „National”). Dotychczasowy budynek został rozebrany i w jego miejscu wzniesiono nowy gmach (lata 1890–1891), zaprojektowany przez berlińskiego architekta Franza Wichardsa.
Obecnie jest to neobarokowy budynek, o fasadzie pokrytej w dolnej części kamienną rustyką, a w górnej jasną klinkierową licówką. Frontowy ryzalit podzielony jest pilastrami, dźwigającymi trójkątny tympanon zdobiony płaskorzeźbą. Zwieńczeniem budowli jest globus, od którego pochodzi nazwa pałacu.
Mimo niemal całkowitego zniszczenia starego miasta wskutek nalotów budynek przetrwał wojnę bez szwanku.
W drugiej dekadzie XXI w. pałac został wyremontowany i przekazany na siedzibę Akademii Sztuki w Szczecinie.